# 8447 Cornejo
8447 Cornejo è un asteroide della fascia principale. Scoperto nel 1974, presenta un'orbita caratterizzata da un semiasse maggiore pari a 2,3111646 UA e da un'eccentricità di 0,1186551, inclinata di 7,13323° rispetto all'eclittica.
L'asteroide è dedicato all'argentino Antonio Cornejo, fondatore del planetario Galileo Galilei di Buenos Aires.